# Sint-Godelievekerk (Moerbrugge)

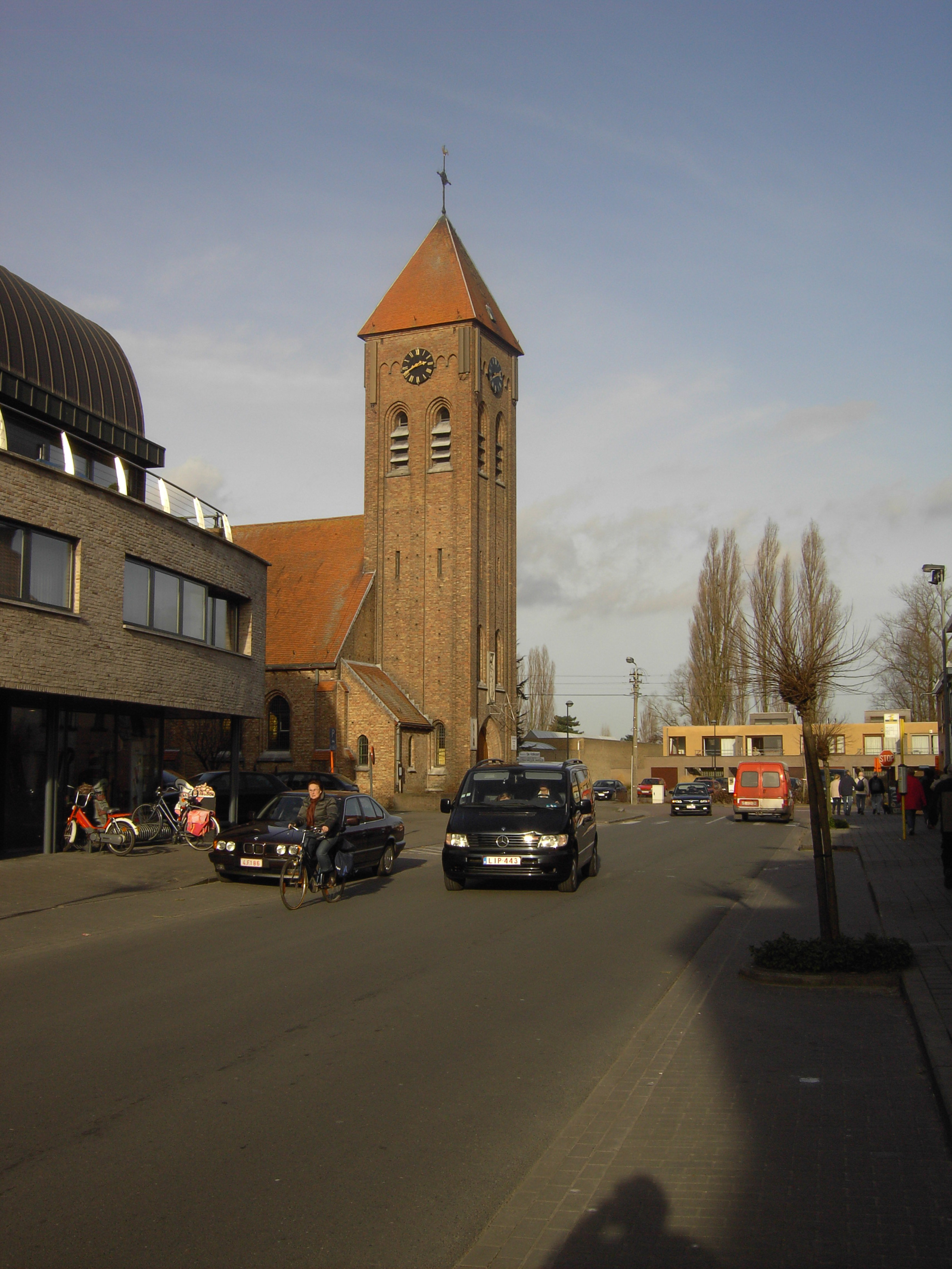
Sint-Godelievekerk

De Sint-Godelievekerk is de parochiekerk van het tot de West-Vlaamse gemeente Oostkamp behorende dorp Moerbrugge, gelegen aan de Sint-Godelievestraat.

## Geschiedenis
De parochie werd opgericht in 1930, daar Moerbrugge enkele kilometers van de moederparochie te Oostkamp verwijderd was. Kort daarna werd begonnen met de bouw van een kerk naar ontwerp van Alphonse De Pauw. De kerk werd in 1933 in gebruik genomen. Tijdens de Slag om Moerbrugge (8-12 september 1944) werd de kerk zwaar beschadigd en moest de toren worden afgebroken. In 1951 werd de toren herbouwd, 3 meter hoger dan de oorspronkelijke.

## Gebouw
Het betreft een bakstenen eenbeukige kerk met voorgebouwde toren, een transept en een recht afgesloten koor. De toren wordt gedekt door een tentdak.